# Орский уезд
О́рский уе́зд — административная единица в составе Уфимского наместничества и Оренбургской губернии Российской империи и РСФСР, существовавшая в 1865 — 1928 годах. Уездный город — Орск.

## География
Располагался в южной части Оренбургской губернии, занимал (по Стрельбицкому) площадь в 37 007 кв. вёрст, в 1926 году — 20 976 км².
Восточная часть уезда — возвышенная, к западу поверхность постепенно понижается.
Уезд относился к числу плодородных и весьма пригодных для скотоводства. Из общего количества 3 755 086 дес., 634 472 дес. пахотной земли, 1 357 779 д. сенокосной и пастбищной, 1 230 831 д. под лесом, 22 598 остальной удобной земли. 509 306 дес. неудобной.
Из рек, орошающих уезд, главнейшая — Урал, идущая во всю длину уезда с севера к югу, а затем с востока на запад. В пределах уезда в Урал впадают Худолаз, Большой Уртазым, Таналык, Большая Губерля (с правой стороны), Суундук и Орь (с левой стороны). Из озёр наиболее значительно Талкас, лежащее на высоте 1700 фт. и выпускающее р. Таналык.

## История
Орская крепость входила в состав Оренбургской губернии (1744–1781/82, 1796–1865) и Уфимского наместничества (1781/82–96). Статус крепости препятствовал экономическому развитию Орской крепости (в 1861 крепость упразднена и преобразована в Орскую станицу Оренбургского казачьего войска), поэтому в течение длительного времени он являлся лишь местом транзитной торговли и политической ссылки.
Уезд образован 5 мая 1865 года в составе Оренбургской губернии.
Во время Гражданской войны в России уезд не раз переходил из рук в руки воюющих сторон. В 1920 году уезд охватило антибольшевистское восстание.
20 марта 1919 года из Орского уезда в Бурзян-Тангауровский кантон Башкирской АССР были переданы 1-я, 2-я и 3-я Бурзянские, 1-я и 2-я Тангауровские, Байназаровская, Бурзян-Таналыковская, Воскресенская, Караникольская, Карагай-Кипчакская, Преображенская и Свободная волости, в Усерганский кантон — 1-я, 2-я, 3-я, 4-я, 5-я и 6-я Усерганские, Демократическая, Канчуровская, Кувандыкская, Куруильская, Поимская, Салиховская, Самарская, Усерган-Хайбуллинская, Федоровская и Чеботаревская волости.
14 мая 1928 года Оренбургская губерния и все уезды были упразднены, территория Орского уезда вошла в состав Оренбургского округа Средне-Волжской области.

## Население
Преобладающим владельческим элементом в уезде являются крестьяне, казаки и башкиры; из общего количества 3755086 десятин им принадлежат 2687419 десятин. Затем следуют войсковые земли — 752099, частновладельческие — 142331, казенноудельные — 57190, остальных учреждений (духовных, благотворительных и др.) — 116047 дес.
К 1 января 1896 года жителей 207436 (103021 мжч. и 104415 жнщ): православных 78997, раскольников 1120, магометан 127173, прочих исповед. 146.
По переписи 1926 года население — 98 335 чел., из них в Орске — 13 581 чел.

## Экономика
Орский уезд по преимуществу был скотоводческим и лесопромышленным; хлебопашество занимало лишь третье место в ряду сельскохозяйственных занятий. В среднем, ежегодно засеваелось рожью 4450 дес., пшеницей 111200 дес., овсом 23710 дес., ячменем 12530 дес., полбой 500 дес., гречихой 80 дес., просом 7350 дес., горохом 570 дес., картофелем 550 дес.
Средний годовой сбор: ржи 160000 пд., пшеницы 2875800 пд., овса 600000 пд., ячменя 216980 пд., полбы 9500 пд., гороха 14400 пд., гречихи 1850 пд., проса 235000 пд., картофеля 67100 пд. Скотоводству способствует обилие степных лугов и проточных вод, а также близость Оренбурга, как центрального пункта сбыта скота.
В 1895 года лошадей считалось 71815, рогатого скота 50136 голов, овец 92350, коз 14680, свиней 4240.
Кустарными промыслами и ремёслами на начало XX века занимались 16613 чел.; преобладающим кустарным промыслом является вязание пуховых изделий, занимавшее 6246 чел. Огородничеством занимались 3200 человек, рубкой, гонкой и выделкой леса — 3413 чел. Салотопень и маслобоен 118, при 163 рабочих и с общим производством на 1 млн руб. 1 врач, 9 фельдшеров, 2 акушерки.

## Административное устройство
В 1913 году в состав уезда входило 19 волостей:
| - Бурзяно-Таналыкская; - Бурзянская 1-я — д. Итказловская; - Бурзянская 2-я — д. Темясово; - Бурзянская 3-я — д. Старосубхангулово; - Кананикольская; - Карагай-Кипчакская; - Ново-Покровская; - Преображенская; - Салиховская; - Самарская; | - Тангауровская — д. Юлдыбаева; - Усерганская 1-я — д. Аскарова; - Усерганская 2-я — д. Зиянчурино; - Усерганская 3-я — д. Ялчибаева; - Усерганская 4-я — д. Сабырово; - Усерганская 5-я — д. Идильбаева; - Усерганская 6-я — х. Чеботаревский; - Усерганы-Хайбуллинская — д. Хайбуллино; - Федоровская. |

и 6 юртов Оренбургского казачьего войска:
- Воздвиженский;
- Гирьяльский;
- Ильинский;
- Кваркенский;
- Ново-Орский;
- Таналыкский.